# Элалиит
Элалиит — минерал с формулой Fe9PO12 (или Fe(2+)8Fe(3+)(PO4)O8), который был впервые синтезирован в лаборатории в 1980-х годах, а затем идентифицирован в природном материале в 2022 году, когда было дано официальное обозначение минерала. Минерал орторомбический, с пространственной группой Cmmm (пространственная группа 65).

## История
Элалиит был впервые идентифицирован в природе учёными из Университета Альберты, которым был передан 70-граммовый фрагмент 15-тонного метеорита Эль-Али, который привлек внимание научного сообщества в 2020 году. Элалиит был назван в честь района Эль-Али в Сомали, где был найден метеорит.
Минерал был идентифицирован Эндрю Лококом, который работает в университете руководителем лаборатории электронных микрозондов, и классифицирован геологом Крисом Хердом. Локок также идентифицировал первый природный образец элкинстантонита в том же образце.
Синтетические версии элалиита были произведены во французской лаборатории в 1980-х годах, но их нельзя было классифицировать как минерал, пока они не были обнаружены в природе. Судьба метеорита неясна, поскольку он был отправлен в Китай предположительно для продажи.